# Hugo Fermín Rivero
Hugo Fermín Rivero (nacido en la provincia de Córdoba el 25 de mayo de 1935) es un exfutbolista argentino. Jugaba como delantero y su debut fue en Unión de Santa Fe.

## Carrera
Se desempeñaba en el ataque, jugando como entreala derecho; dio sus primeros pasos en Unión de Santa Fe, en la Segunda División de Argentina. En 1955 su equipo protagonizó una gran campaña, logrando el subcampeonato de la categoría; Rivero también se destacó marcando 19 tantos en la temporada.

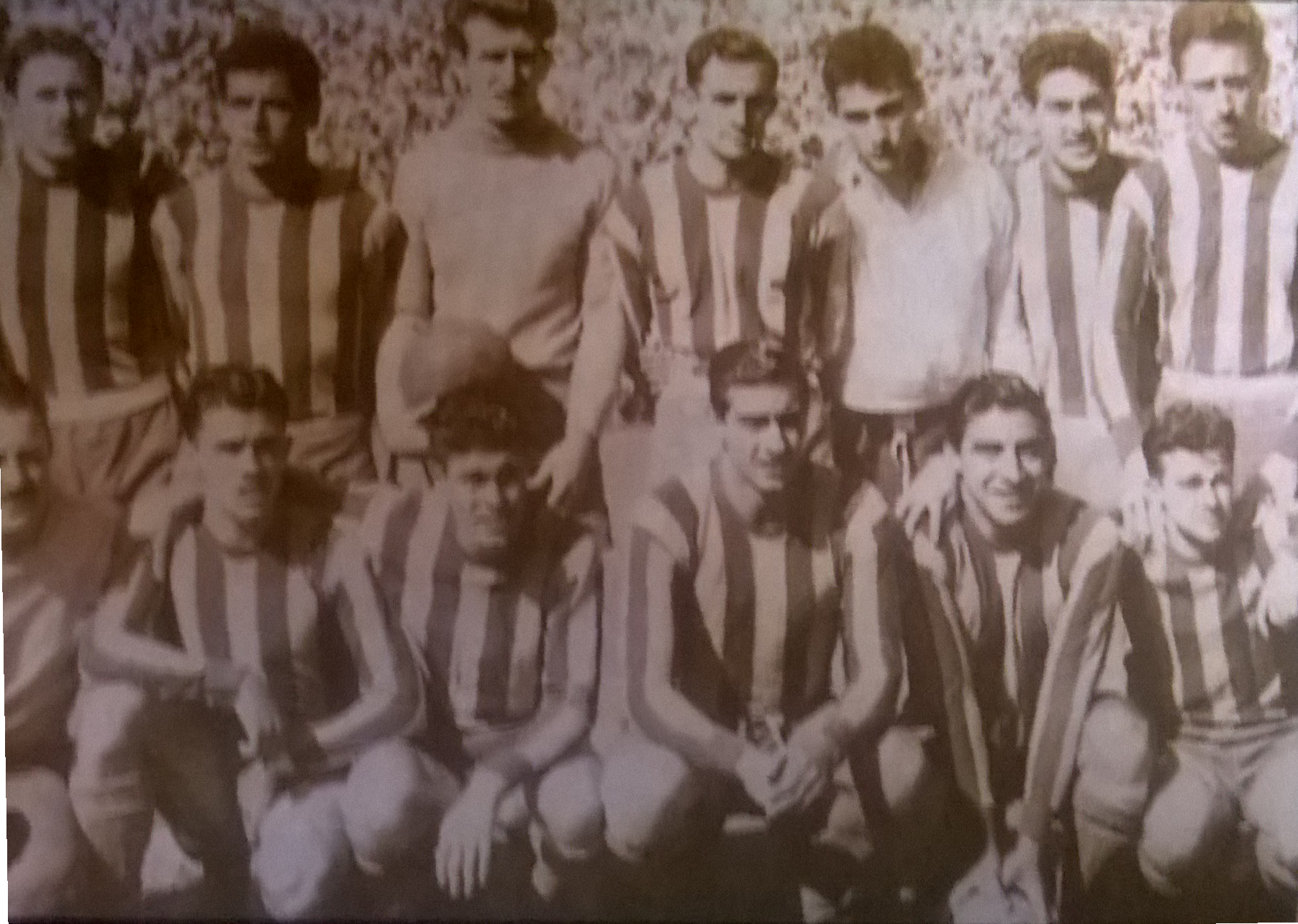
Rosario Central en 1959. Parados: Juan Lombardo, Néstor Cardoso, Juan Bertoldi, Carlos Álvarez, Edgardo Andrada, José Minni, Miguel La Rosa; hincados: Hugo Matteo, Hugo Rivero, Miguel Antonio Juárez, Juan Castro, Ricardo Giménez.

Sus buenas actuaciones le valieron ser transferido a Rosario Central en 1958, disputando así el torneo de Primera División. Su debut oficial fue con gol incluido, en el cotejo de la primera fecha del Campeonato 1958 ante Independiente, en la igualdad en un tanto como visitante el 23 de marzo. Compartió la línea ofensiva con Miguel Antonio Juárez, Ricardo Giménez, Oscar Mottura, Juan Castro. Le marcó a Boca Juniors en la victoria de la 18.° jornada por 2-1, hecho que se repetiría al año siguiente el 17 de octubre por el mismo marcador. Dejó Rosario Central al finalizar 1960, tras haber vestido la casaca auriazul en 61 ocasiones, anotando 15 tantos.
Prosiguió su carrera en Quilmes, con el que se coronó campeón de Segunda División en 1961 y consiguió el ascenso a Primera. Cerró su carrera en Almagro.

## Clubes
| Club             | País      | Año       |
| ---------------- | --------- | --------- |
| Unión (Santa Fe) | Argentina | 1954-1957 |
| Rosario Central  | Argentina | 1958-1960 |
| Quilmes          | Argentina | 1961      |
| Almagro          | Argentina | 1962-1965 |

## Palmarés
| Equipo  | País      | Título           | Año  |
| ------- | --------- | ---------------- | ---- |
| Quilmes | Argentina | Segunda División | 1961 |